# Herrania
Herrania  es un género de plantas con flores con 21 especies perteneciente a la familia de las  Malvaceae. Es originario del sur de América. 

## Descripción
Son árboles pequeños de 2–5 m de alto, ramificados cerca del ápice; plantas hermafroditas. Hojas palmatisectas, folíolos 5, obovados, hasta 46 cm de largo y 17 cm de ancho, acuminados, enteros o subenteros, con tricomas estrellados dispersos en el envés; pecíolo hasta 48 cm de largo. Inflorescencias en la base del tronco, contraídas, flores actinomorfas, purpúreas; sépalos 3; pétalos 5, uña cuculada, lámina liguliforme; estambres 15, en 5 haces 3-anteríferos; estaminodios 5, alternipétalos, lobo oval, reflexo; carpelos 5, estilo simple, estigma obtuso. Fruto elipsoide, 8–10 cm de largo y 4–5 cm de ancho, 10-acostillado, híspido, coriáceo, verde-amarillento; semillas numerosas, unidas por una pulpa agridulce blanca.

## Taxonomía
El género fue descrito por Justin Goudot y publicado en Annales des Sciences Naturelles; Botanique, sér. 3  2: 230, en el año 1844. La especie tipo es Herrania albiflora Goudot.

## Especies
| - Herrania albiflora - Herrania aspera - Herrania atrorubens - Herrania balaensis - Herrania breviligulata - Herrania camargoana - Herrania cuatrecasana - Herrania dugandii - Herrania guianensis - Herrania kanukuensis - Herrania kofanorum | - Herrania laciniifolia - Herrania lanciifolia - Herrania lemniscata - Herrania mariae - Herrania nitida - Herrania nycterodendron - Herrania pulcherrima - Herrania purpurea - Herrania tomentella - Herrania umbratica |